# Hans Lepuschütz
Hans Lepuschütz (geboren 5. August 1910 in Graz, Österreich-Ungarn; gestorben 6. September 1984) war ein österreichischer Jurist.

## Leben
Hans Lepuschütz war der Sohn eines Arztes. Er begann ein Studium der Medizin, studierte dann aber Jura und wurde 1939 promoviert. Lepuschütz war seit seinem Studium Mitglied des Akademischen Corps Teutonia zu Graz. Von April 1933 bis März 1934 gehörte er dem SA-Studentensturm an. Zum 12. November 1937 trat er der SS bei (SS-Nummer 297.469).
Im Zweiten Weltkrieg wurde er 1940 zunächst Soldat in der Waffen-SS. Er wechselte zum SD in das Amt III des Reichssicherheitshauptamts nach Berlin. Ab September 1944 leitete er in der Abteilung III A das Referat für die besetzten Gebiete. Er wurde zum 9. November 1944 zum SS-Obersturmführer befördert.
Nach Kriegsende wurde er in einem britischen Gefangenenlager inhaftiert. Am 3. November 1947 wurde Lepuschütz vom Volksgericht in Graz zu 15 Monaten schwerem Kerker verurteilt und arbeitete im Bergbau. Er wurde im Mai 1948 vom österreichischen Bundespräsidenten begnadigt und kam auf freien Fuß. In der Folge arbeitete er in Graz als Angestellter bei einer Transportfirma.
Lepuschütz war Schachkomponist und trug seit 1966 den Titel eines Internationalen Meisters der Schachkomposition.